# Inhibitory receptora glikoproteinowego IIb/IIIa
Inhibitory receptora glikoproteinowego IIb/IIIa – grupa leków przeciwpłytkowych, działających na receptory powierzchniowe płytek GP IIb/IIIa, odgrywające istotną rolę w procesie agregacji płytek. Odkrycie tych leków było możliwe dzięki wyjaśnieniu patogenezy rzadkiej choroby genetycznej, trombastenii Glanzmanna, w której mutacje receptora IIb/IIIa powodują wrodzone upośledzenie zdolności agregacji płytek.
Należą tu:
- abcyksymab (ReoPro)
- eptifibatid (Integrilin)
- tirofiban (Aggrastat)
- lamifiban